# Ősállatok között
Az Ősállatok között (Walking with Beasts) című hatrészes televíziós sorozat a dinoszauruszok kora után történtekkel foglalkozik. A BBC stábja számítógépes animáció és különleges óriásbábuk segítségével készítette 2001-ben, hasonlóan az 1999-ben bemutatott Dinoszauruszok, a Föld urai (Walking with Dinosaurs) című sorozathoz, ami azt mutatta be, hogy milyen lehetett az élet a mezozoikumban, abban a korban, amikor az óriásgyíkok uralkodtak. Az Ősállatok között a kainozoikum (az emlősök kora) élőlényeiről szól. A film producere Jasper James.
A sorozatban láthatók három méter magas óriásmadarak, húsevő bálnák, a valaha élt legnagyobb szárazföldi emlősök, az emberek közvetlen ősei, kardfogú tigrisek és a jégkorszaki mamutok vándorlása a fagyos tundrán.

## Ismertető
Az Ősállatok között azt mutatja be, hogy mi történt a dinoszauruszok eltűnése után, hogyan váltak uralkodóvá azok a piciny lények, melyek ezen óriások között éltek. A film első része a legkorábbi emlősöket mutatja be, melyek nem lehettek nagyobbak, mint 10 kilogramm, csak ezek élhették túl ugyanis a kihalási hullámot. A dinoszauruszok kis csoportja is túlélte a kataklizmát, ezek leszármazottait ma madaraknak nevezünk, a korabeli erdőket ők vették birtokba. A bálnák ősei is kifejlődtek, sőt ekkorra már ők voltak a csúcsragadozók a messeli kőzetrétegekben. Az első rész egy Leptictidium család életét mutatja be ezekben az erdőkben. A következő részben a vízi emlősök váltak a főszereplőkké, melyek óriásira nőhettek, és csúcsragadozókká válhattak. Az epizód egy nőstény Basilosaurus párzásával kezdődik, és ismerteti a nézőt azokkal a nehézségekkel, melyekkel egy terhes bálnának szembe kell néznie, például a táplálékszerzéssel. A rész az ekkori szárazföldi tájat is ismerteti, mely már kopár és száraz, ahol orrszarvúszerű patások és óriási kutyaszerű ragadozók éltek. A harmadik epizód a valaha élt legnagyobb emlős, az Indricotherium egyik borjának történetét mutatja be, a születésétől egészen addig, amíg el nem kényszerül hagyni anyját. A kicsi egy furcsa világba csöppen, ahol vérengző disznószerű állatokkal, gorillára hasonlító lovakkal és óriás, félig kutya, félig hiénaszerű állatokkal találkozhat, sőt még medvekutyákkal is. A műsor ezt követő programja legközelebbi őseinket mutatja be, melyek ugyan még szőrösek voltak, de már fejlettek. Egy korai hominida faj, az Australopithecus családjának élete a fő téma, amint elvesztik erdős territóriumukat, és szembe kell nézniük a szavanna ragadozóival és veszélyeivel. Ekkorra már nagyjából kialakult a ma látható afrikai fauna, de még mindig ősi élőlények borítják, mint a ma élő elefántnál kétszer nagyobb Deinotherium és a legkorábbi kardfogú macska, mely legyilkolja a majomhorda egy tagját. Az ötödik rész a legismertebb kihalt emlős, a kardfogú tigris világát szemlélteti a dél-amerikai füves puszták között. A főszereplő nagymacska Félfog, aki hirtelen elveszti falkáját két fajtársa elleni harcban. Az epizód bemutatja Félfog életének ezen szakaszát, ahol egy közeli bozótosban óriáslajhárokkal és gyilokmadarakkal kell szembenéznie. A film fordulópontja az, amikor egy zsákmányszerzés után az új falkavezérek egyik tagját megöli egy óriáslajhár. Ekkor Félfog győzelmet arat a megmaradt fivérrel szemben, és újra ő lehet a dél-amerikai füves puszták királya. Az utolsó rész azokat az óriásokat mutatja be a nézőnek, melyek 30 000 évvel ezelőtt, a Würm-glaciális második felében éltek. A főszereplő mamutcsorda történetét láthatjuk, mely valódi versenyfutás az idővel és a kor legfélelmetesebb ragadozójával: az emberrel. A film az Északi-tengerről indul, ahonnan több száz kilométeres utazás kezdődik egészen a mai Belgiumig, ahol neandervölgyi emberekkel és gyapjas orrszarvúkkal ismerkedhetünk meg. A fagyos tundrán még óriási szarvasokkal és barlangi oroszlánokkal találkozhatnak, ám ezeket egy másik faj, a modern ember hamar lekörözi. Eszközhasználatának és eszességének köszönhetően felülemelkedik az összes jégkorszaki állaton, és végül birtokba veszi a Földet.

## Epizódok

### 1. rész: Új hajnal
Kor: alsó eocén, 49 millió éve
Helyszín: a mai Németország, a messeli kőzetréteg
Forgatás helyszín: Jáva
65 millió évvel ezelőtt egy 10 kilométer átmérőjű meteorit csapódott a Földbe a mai Mexikó környékén. Ezzel a dinoszauruszok korszaka leáldozott, helyükbe azonban más, kisebb állatok kerültek. Az első epizód a kora eocén időszaki meleg, trópusi világot ábrázolja 16 millió évvel a dinoszauruszok kihalása után. Az ekkoriban élt élőlények mocsaras területek lakói voltak, és időnként megesett, hogy belefulladtak a sárba, onnan nem tudtak kimászni, és az üledék konzerválta a tetemüket. Ez a formáció ma legjobban Németországban, a messeli kőzetrétegben észlelhető, ugyanis innen állatfajok százai kerültek elő sértetlenül. A madarak, az óriáshüllők közvetlen leszármazottai kerültek a táplálkozási lánc csúcsára, és hatalmasra nőttek. Az egyik ilyen félelmetes ragadozó madár a Gastornis, mely rettegésben tartotta Németország ősi erdeit, ma nincs párja a bolygón. Ez az állat akár 2 méter magasra is nőhetett, és hatalmas csőrével pillanatok alatt kettéroppanthatott egy szerencsétlenül járt állatot. A földtörténetnek ez az első és egyetlen kora, amikor a madarak valaha is világuralomra jutottak. A későbbi világ urai, az emlősök még kicsiny és primitív élőlények voltak, legtöbbjük nem volt nehezebb 400 grammnál. Mivel ebben az időben nagyon magas volt a vulkáni tevékenység, rengeteg szén-dioxid képződött, ami egy-egy tó aljzatából előtörve minden 1 kilométeres sugárban lévő minden állatot elpusztított. Az epizód egy kis rovarevő emlős, a Leptictidium táplálékszerzési körútját követi nyomon. Ezek az apró élőlények csak hajnalban és késő délután indulhattak vadászni, amikor kevesebb veszély leselkedett rájuk. Főleg rovarokkal, békákkal, hüllőkkel és más, kisebb állatokkal táplálkoztak. A Leptictidium ma leginkább egy túlméretezett cickányra hasonlítana, hosszú lábai segítségével ugrándozva futhatott a sűrű bozótban. Hosszú bajuszsörtéivel és érzékeny szaglásával hamar megtalálta a táplálékul szolgáló állatokat. A Leptictidium olyan ügyes ragadozó volt, hogy egyes repülő rovarokat röptükben is képes volt elkapni. Azonban más emlősök is élnek ezekben az erdőkben, ilyen például a Propalaeotherium, mely rendszertanilag egy apró lóféle, nem nőtt nagyobbra fél méternél. Nem igazán hasonlított a ma élő lovakra, csontjai szerkezete sokban eltért rokonaitól, sőt még mind a három patája is meg volt az első és hátsó lábán. Ezekre az állatokra nagyobb Gastornis vadászik, mely lesből támadja meg áldozatát. A Propalaeotherium rendkívül kifinomult érzékei azonban jelzik az állat számára, hogy veszély fenyegeti, és így el tud menekülni. A Gastornis a területére behatoló más óriásmadarakat elkergeti, ugyanis ezekben az időkben a vadászterület nagyon ritka érték. Ezenfelül a tojó madaraknak meg kell védeniük a talajon készített, egyetlen tojást rejtő fészket. Azonban amíg az anya távol van, Formicium nevű óriási, vöröshangyára hasonlító állatok falják fel élve az éppen kikelő fiókát. Ezek az óriáshangyák elérhették a 20 centiméteres testhosszt is, és hatalmas rágóikkal bármit felfaltak, ami az útjukba került. Több tízezer hangya lepi be a szerencsétlenül járt állatot, akinek a sorsa meg van pecsételve. Az éjszaka leszálltával primitív majmok bújnak elő nappali rejtekhelyükről. A Godinotia a legkorábbi főemlősök közé tartozik, melyekből később egy külön mellékágról az emberi faj is kifejlődik. A Godinotia éjszaka biztonságban érezheti magát a ragadozó madarak és egyéb veszélyes élőlények elől, ilyenkor szokott táplálkozni és keresni a kapcsolatot társaival. Egy korai cet, az Ambulocetus is éjszaka vadászik a nagyobb állatokra, melyek inni jönnek le az otthonául szolgáló tópartra. Neve szó szerint "sétáló bálnát" jelent, ugyanis még mind a négy végtagja megvolt, amivel a partra is ki tudott mászni. Nem voltak fülkagylói, zsákmányát a szárazföldön úgy érzékelte, hogy állkapcsát a talajhoz rögzítve az áldozat által keltett föld alatti rezgéseket figyelte, a vízben pedig az éppen ivó állat által keltett vízmozgást észlelte. A mocsárvidék legnagyobb állatának számított, elérhette a 3 méteres testhosszt és a 400 kilogrammos súlyt is. A territóriumán azonban nem ő az egyetlen veszélyes ragadozó, a tóban krokodilok és ragadozó halak is éltek. Az Ambulocetus zsákmányszerzési stratégiája a megszokott, állkapcsa satu módjára addig nem engedi szabadon a víz felszíne alatt a szerencsétlenül járt állatot, amíg az meg nem fullad. Kedvelt zsákmányai közé tartozott a Mesonyx, egy kutyaszerű patás. A vulkáni működések miatt a gázok a tó fenekéről a felszínre törve kiszabadulnak és elterjednek az erdőben. A szén-dioxid egyetlen állatot sem kímél a környéken, ugyanúgy elpusztítja a kis Propalaeotheriumot, mint a szerencsétlenül járt Ambulocetust. Az egykilométeres körzetben szétterjedt mérges gázok teljesen ellepik az erdőket. Az eocén időszak elején nagyon gyakoriak voltak az ilyen feltörések, melyek igen sok állatot kipusztítottak. Az óriásmadarak többsége ekkor vesztette el uralmát a Földön, és legtöbbjük véglegesen kipusztult. A sikeres jövő nem a madaraké, hanem az emlősöké lesz, melyek hatalmasra nőnek majd, és végül meghódítják az egész Földet. A kis Leptictidium-szerű állatok ugyan túlélték a mérges gázokat és kitöréseket, de végül nem ők, hanem az Ambulocetushoz hasonló lények öröklik majd a Földet, melyekből a későbbi bálnák és delfinek fejlődnek ki több millió évvel ezután.
Szereplő fajok:
- Ambulocetus
- Propalaeotherium
- Gastornis
- Leptictidium
- Godinotia
- Mesonyx
- Formicium

### 2. rész: A bálnaölő
Kor: felső eocén, 36 millió éve
Helyszínek: a mai Pakisztán és Egyiptom
Forgatási helyszín: Florida
A második epizód a késő eocén kori világot ábrázolja, amikor a sarki jégsapkák megolvadásával megemelkedett a tengerek szintje. Sok helyen dús mangrovemocsarak alakultak ki. Megváltozott az óceánok áramlata és a Föld hőmérséklete is. A belső területeken a trópusi esőerdők helyén bozótos sivatag terült el, ahol nagyobb és fejlettebb emlősök alakulhattak ki. Az óceánok élővilága is nagy mértékben megváltozott: eltűnt a legtöbb nagyméretű zsákmányállat, ami az óceánok csúcsragadozójára, a Basilosaurusra nézve végzetes. Ez a karcsú cet merőben más életmódot folytatott, mint a ma élők. A 21 méter hosszú bálna áramvonalas ragadozó volt. A meleg tengerekben élt, emiatt nem halmozódott fel zsírréteg a bőre alatt. Ennek a cetnek még mind a két hátsó lába megvolt, ezzel kapcsolódtak össze párzás közben az állatok. A jövőben eltűnik ez a segédeszköz, és csak egy csonkocska marad belőle az irdatlan mennyiségű hústömeg között. Párosodás után a hím eltávozik a nőstény területéről, és más fogamzóképes nőstény után néz. A kis Basilosaurus az ilyen ínséges idők közepette azonban, nem biztos, hogy megszületik. A szárazföldön a tengeri élővilágtól teljesen eltérő életformák alakultak ki. Az egyik csúcsragadozó az Andrewsarchus, egy 5 méter hosszú, farkaspofájú patás. Bármilyen húst megevett, ami az útjába került. Ugyanúgy elfogyasztotta a tengeri teknősöket és a nagyméretű emlősöket, mint a dögöket. Ragadozófogazata ellenére az ilyen állatokból fejlődött ki a legtöbb ma élő párosujjú patás. Eközben az éhező nőstény Basilosaurus a mangrovemocsárba is bemerészkedik, hogy élelmet találjon. Az ilyen esetek közben az állat az életét kockáztatja, ugyanis a hirtelen csökkenő vízszint miatt megfeneklődhet az aljzaton. A parton élő állatok, köztük az Apidium nevű majmok figyelmeztetik egymást az új ragadozó közeledtére. Akrobatikus ugrásaiknak köszönhetően képesek akár 3-4 méteres távolságokat is áthidalni, egyik fáról a másikra. Ahogy az egyik mangroveszigeten elfogy a táplálék, egyszerűen átugranak a másikra. A dagály közeledtével azonban ezek az ágak közel kerülnek a vízfelszínhez, ahol egy Physogaleus nevű ragadozó cápa leselkedik rájuk. A majmok figyelmeztetése a Basilosaurusra és a Physogaleusra elkerüli a mangrovemocsár legnagyobb állata, a Moeritherium figyelmét. Nincs mitől tartania, ugyanis a cápáknak túl nagy falat lenne. Külsőleg egy tapírhoz, életmódja egy vízilóéhoz hasonlítható, de igazából semmi köze ezekhez az állatokhoz. Ma élő legközelebbi rokonai az elefántfélék között keresendők. Ez az állat a vízfenéken növő hínárokkal és egyéb vízi növényekkel táplálkozott, melyeket kisebb csoportokban legelészett le. Egy kifejlett Moeritherium tökéletes zsákmány lenne az éhes nőstény Basilosaurusnak. Egy elbizakodott állat elég messzire kiúszott a parttól, amelyet a Basilosaurus üldözőbe is vesz. Amikor a Moeritherium kiúszik a partra, a nőstény megvárja, míg a dagály elérhetővé nem teszi az állatot. Az éhség azonban annyira kínozta, hogy a megfelelőnél előbb csap le, és megfeneklik az aljzaton. Ez az akció akár az életébe is kerülhetett volna, ha nem tud kikecmeregni a fövenyről. Eközben a szárazföldön is ínséges idők vannak. Egy nőstény Embolotherium halott borjút hozott világra, ami felkelti a ragadozók figyelmét. Ebben a korban nagy az elhalálozások száma a szárazföldön és az óceánban egyaránt. A legtöbb nőstény állat még ilyenkor is védelmezi borját. A kis Embolotherium teteme idevonzza a veszélyes Andrewsarchusokat. Az orrszarvúra emlékeztető Embolotherium tompa, ám mégis veszélyes tülkével védelmezi borját. A hímek lapos tülke tökéletesen megfelel a nőstények elkápráztatásához, az utóbbiaknak inkább kevésbé feltűnő, buzogány alakú tülke van. A fiatal hímek gyakran viaskodnak egymással, ami felnőttkorban létfontosságú lesz majd, most azonban még csupán játékról van szó. A tengerben a Basilosaurus-anya egyre éhesebb és veszélyesebb is ezáltal. Az egyetlen reményt jelentik a Dorudonoknak is nevezett kis termetű fogascetek, melyek egy csendes kis lagúnában hozzák világra kicsinyeiket, amelyek tökéletesen megfelelnek az éhes Basilosaurus számára. A Dorudonok azonban megpróbálják elkergetni azzal a módszerrel, hogy sorozatosan nekimennek a nőstény oldalának és hasának. Emiatt egy időre sikerült elkergetni a vérszomjas bálnát. Az állat ezután az aljzathoz dörzsölve testét megszabadul a kórokozóktól, például tetvektől és egyéb élősködőktől. Miután elvégezte sürgős teendőjét, újabb rohamra indul a Dorudonok levadászásához. A váratlan támadásnak köszönhetően néhány borjú magára marad, ami egyúttal vesztüket is jelenti. A nőstény csak annyi állatot öl meg, amennyi életben tartja őt és borját. Pár hónappal később aztán megszületik kicsinye is, és együtt járják a végtelen óceánt, hogy egy napon a kicsi is olyan félelmetes ragadozó legyen, mint anyja volt. A tengerek lehűlésével viszont csökken a Basilosaurusok élettere, és ennek köszönhetően kipusztulnak a tengerekből, de leszármazottaik méltóképpen mutatják majd, hogy valaha milyen veszélyes ragadozók éltek a Tethys-óceánban.
Szereplő fajok:
- Dorudon
- Basilosaurus
- Moeritherium
- Andrewsarchus
- Apidium
- Embolotherium
- Physogaleus

### 3. rész: Óriások földje
Kor: felső oligocén, 25 millió éve
Helyszín: a mai Mongólia
Forgatási helyszínek: Mexikó és Arizona (Grand Canyon)
Egy nőstény Indricotherium és frissen született kicsinye kalandjait mutatja be az epizód. A kicsi életének különösen az első időszaka kritikus, mivel ki van téve a ragadozók támadásainak, és anyja is csak nagy tömegével tudja megvédeni. Az újszülött borjú nagyjából 250 kg súlyú, és hároméves koráig jórészt anyjára van utalva, aki az első két évben szoptatja, majd magára hagyja.
Szereplő fajok:
- Hyaenodon
- Indricotherium
- Cynodictis
- Chalicotherium
- Entelodon

### 4. rész: Közvetlen rokonok
Kor: felső oligocén, 3,2 millió éve
Helyszín: a mai Etiópia
Forgatási helyszínek: Dél-Afrika és Mozambik
Az epizód egy kis létszámú Australopithecus-csapat életét követi nyomon, akik fejlettségben még messze vannak a mai embertől, de társas viselkedésben már közel állnak hozzá.
Szereplő fajok:
- Ancylotherium
- Australopithecus
- Deinotherium
- Dinofelis

### 5. rész: Kardfog
Kor: alsó pleisztocén, 1 millió éve
Helyszín: a mai Argentína
Forgatási helyszín: Brazília
Dél-Amerika és Észak-Amerika összeütközésével az Észak-Amerikában honos kardfogúak átvándoroltak Dél-Amerikába, és átvették az addigi csúcsragadozók, a gyilokmadarak helyét, melyek mellesleg a kardfogúak által otthagyott húsmaradványokat is hajlandóak elfogyasztani. 
Az epizód egy kardfogúfalka életét követi nyomon. A kardfogúak egy Litopterna-csordát cserkésznek be, melyek mára kihalt, rövid ormánnyal rendelkező, legelésző állatok voltak. A falkában csak a nőstények vadásznak, amit egymással összehangoltan végeznek, mert testfelépítésük nem teszi lehetővé a hosszas üldözést. Az áldozat leterítéséhez kezdetben nem használják a nevüket adó, akár 20 cm-es kardfogat, mert az elég törékeny. Azt csak a kegyelemdöféshez vetik be: ekkor az áldozatot többen lefogják, és amikor az teljesen mozdulatlan (így nem veszélyezteti a fogat), az egyik nőstény átdöfi a kardfoggal a torkát. Az áldozat szinte azonnal meghal. Később az addigi kardfogú falkavezér hímet két idegen hím elüldözi, kölykeit pedig megöli. A hatalomváltás azonban átmenetinek bizonyul. Feltűnik a színen egy hat méter magas óriáslajhár is, amely lomha mozgása ellenére veszélyes ellenfél, mert hatalmas karma egyetlen csapásával képes megölni az egyik hím kardfogút. Így pedig meg is szerzi a nőstények által leterített zsákmányt. Bár az óriáslajhár alapvetően növényevő, időnként nem veti meg a könnyen elérhető húst sem.
Szereplő fajok:
- Smilodon (kardfogúak)
- Phorusrhacos (terrormadarak)
- Doedicurus
- Macrauchenia
- Megatherium (óriáslajhár)

### 6. rész: Mamutok vándorlása
Kor: felső pleisztocén, 30 000 éve
Helyszínek: a mai Északi-tenger, Szibéria
Forgatási helyszínek: Yukon, Kanada
A gyapjas mamutok messze északon élnek, azonban rendszeresen délebbre vándorolnak, hogy élelemhez jussanak. Az eljegesedés miatt a tengerek szintje alacsonyabb a mainál, így a napjaink Északi-tengerének helyén szárazföld van. Bár a talaj több méter mélyen állandóan fagyott, a felszínen a fűfélék elegendő táplálékot biztosítanak a növényevőknek. A mamutoknak csak egyetlen ragadozó az ellenfele: az ember. Belőlük kétféle, eltérő testfelépítésű alfaj létezik, a Homo sapiens, aki gyengébb, de rugalmasan képes alkalmazkodni a változásokhoz, és a neandervölgyi, aki robusztusabb, de nehezen változtat évezredes szokásain. Az éghajlat melegedésével a neandervölgyiek kihalnak, de addig kihasználják a helyzetüket, és a vándorló mamutok közül elejtenek annyit, amennyire csak szükségük van.
Szereplő fajok:
- Panthera leo spelaea
- Homo neanderthalensis
- Homo sapiens
- Megaloceros
- Mammuthus primigenius
- Coelodonta antiquiatis

## Külső hivatkozások
- Hivatalos oldal